# E. J. Manuel
Pour les articles homonymes, voir Manuel.
(en) Statistiques sur pro-football-reference
Erik James « E. J. » Manuel, Jr., né le 19 mars 1990 à Virginia Beach (Virginie), est un ancien joueur américain de football américain évoluant au poste de quarterback.

## Biographie

### Jeunesse
Né à Virginia Beach, il est le quarterback titulaire de sa high school et ses performances lui valent un intérêt particulier de la part des recruteurs universitaires. Il est ainsi considéré comme l'un des meilleurs quarterbacks de son âge, étant même désigné All-American.

### Carrière universitaire
Il rejoint l'université de Florida State en 2009 et est intégré dès sa première saison de freshman à l'équipe des Seminoles de Florida State. Il est d'abord cantonné à un poste de remplaçant, mais il devient titulaire à la suite de la blessure de Christian Ponder en fin de saison. Bien que ses performances soient mitigées, il parvient à remporter deux victoires et une défaite et à qualifier in extremis les Seminoles au Gator Bowl. Il y bat les Mountaineers de West Virginia 33-21 et est même désigné MVP de la rencontre.
Il reste remplaçant durant la 2010, et n'est titularisé qu'à deux occasions pour remplacer encore Ponder. Il ne devient le titulaire des Seminoles qu'à partir de sa saison junior en 2011. Il termine cette saison avec 2 666 yards, 65 % de passes complétées pour 18 touchdowns, 8 interceptions, et 4 touchdowns à la course et permet à son équipe de remporter le Champs Sports Bowl.
Pour sa saison de senior, en 2012, il emmène les Seminoles au bilan de 11-2 et une première place de division. Il remporte ensuite l'Orange Bowl en battant les Huskies de Northern Illinois sur le score de 31-10. Il devient seulement le second quarterback universitaire de l'histoire à remporter quatre Bowls.

### Carrière professionnelle

#### Draft 2013
Quarterback très mobile et physique, avec de grandes qualités de meneur, il est considéré par les analystes de la NFL comme l'un des cinq meilleurs quarterbacks à se présenter à la Draft 2013, bien qu'il soit généralement moins bien considéré que Geno Smith ou Matt Barkley du fait de plusieurs performances déroutantes au cours de certains de ses matchs universitaires.
Il est pourtant sélectionné en 16e position, au premier tour, par les Bills de Buffalo, et est le premier quarterback à être drafté cette année-là, et le seul à l'être au premier tour.

#### Avec lesBills de Buffalo

##### Saison 2013
Obtenant le numéro 3, il est en concurrence avec Kevin Kolb au poste de quarterback titulaire pour la saison 2013, qu'il obtient à l'issue de la pré-saison à la suite d'une blessure de Kolb à la tête. Pour son premier match officiel, il réalise une solide prestation en complétant 18 de ses 27 passes pour 150 yards et deux touchdowns, malgré une défaite 23-21 face aux Patriots de la Nouvelle-Angleterre. Il obtient sa première victoire la semaine suivante, face aux Panthers de la Caroline, où il remonte 80 yards de terrain et inscrit un touchdown dans les dernières secondes du match pour décrocher une victoire 24-23. Cette performance lui vaut d'être nommé Rookie de la semaine de la NFL. Deux semaines plus tard, en battant les Ravens de Baltimore, il devient le premier rookie à vaincre une équipe tenante du titre dès le mois de septembre. Lors de la 5e journée, il est touché au niveau du ligament collatéral fibulaire du genou droit, et est contraint de manquer cinq matchs consécutifs. De retour le 10 novembre, il réalise plusieurs prestations irrégulières, entre un excellent match face aux Jets de New York le 17 novembre, où il complète plus de 70 % de ses passes pour 245 yards et 2 touchdowns, puis le pire match de sa saison le 8 décembre, où il lance 4 interceptions contre les Buccaneers de Tampa Bay. De nouveau blessé, il rate ensuite les deux derniers matchs de la saison.
Sa première saison est mitigée, s'il permet à son équipe de remporter quatre de ses six victoires de la saison, il est handicapé tout au long de l'année par les blessures. Il finit tout de même avec 1 972 yards lancés, 11 touchdowns et 9 interceptions en 10 matchs.

### Statistiques professionnelles
|         |                  |    |    | Passes | Passes | Passes | Passes | Passes | Passes | Passes | Passes | Courses | Courses | Courses | Courses | Fumbles | Fumbles |
| Année   | Équipe           | G  | S  | Compl  | Tent   | Pct %  | Yds    | YPT    | Td     | Int    | Rating | Tent    | Yds     | Moye    | Td      | Fum     | Perdus  |
| ------- | ---------------- | -- | -- | ------ | ------ | ------ | ------ | ------ | ------ | ------ | ------ | ------- | ------- | ------- | ------- | ------- | ------- |
| 2013    | Bills de Buffalo | 10 | 10 | 180    | 306    | 58.8   | 1,972  | 6.4    | 11     | 9      | 77.7   | 53      | 186     | 3.5     | 2       | 6       | 3       |
| Source: |                  |    |    |        |        |        |        |        |        |        |        |         |         |         |         |         |         |